# Lemona
Lemona (græsk: Λεμώνα) er en landsby i Paphos-distriktet på Cypern, der ligger ca. 25 km nordøst for byen Paphos og 7 km vest for Agios Fotios.
34°51′44″N 32°33′28″Ø / 34.86231747°N 32.55772473°Ø